# Formulas Fatal to the Flesh
Formulas Fatal to the Flesh – piąty studyjny album amerykańskiej grupy muzycznej Morbid Angel. Wydany został 27 lutego 1998 roku nakładem Earache Records.
Tytuł albumu nawiązuje do biblijnej symboliki litery "F" będącej szóstą w alfabecie, powtórzoną trzykrotnie w tytule oznacza Liczbę Bestii 666. Jest to ponadto pierwszy album zrealizowany z nowym wokalistą Steve'em Tuckerem, który zastąpił Davida Vincenta.
Według danych z kwietnia 2002 album sprzedał się w nakładzie 43 011 egzemplarzy na terenie Stanów Zjednoczonych.

## Lista utworów
Opracowano na podstawie materiału źródłowego.
| Nr  | Tytuł utworu                                              | Słowa     | Muzyka    | Długość |
| --- | --------------------------------------------------------- | --------- | --------- | ------- |
| 1.  | „Heaving Earth”                                           | Azagthoth | Azagthoth | 3:54    |
| 2.  | „Prayer of Hatred”                                        | Azagthoth | Azagthoth | 4:28    |
| 3.  | „Bil Ur-Sag”                                              | Azagthoth | Azagthoth | 2:30    |
| 4.  | „Nothing is Not”                                          | Azagthoth | Azagthoth | 4:44    |
| 5.  | „Chambers of Dis”                                         | Azagthoth | Azagthoth | 3:30    |
| 6.  | „Disturbance in the Great Slumber” (utwór instrumentalny) |           | Azagthoth | 2:32    |
| 7.  | „Umulamahri”                                              | Azagthoth | Azagthoth | 4:34    |
| 8.  | „Hellspawn: The Rebirth”                                  | Azagthoth | Azagthoth | 2:43    |
| 9.  | „Covenant of Death”                                       | Azagthoth | Azagthoth | 6:08    |
| 10. | „Hymn to a Gas Giant” (utwór instrumentalny)              |           | Azagthoth | 1:04    |
| 11. | „Invocation of the Continual One”                         | Azagthoth | Azagthoth | 9:47    |
| 12. | „Ascent Through the Spheres” (utwór instrumentalny)       |           | Sandoval  | 2:02    |
| 13. | „Hymnos Rituales De Guerra” (utwór instrumentalny)        |           | Sandoval  | 2:43    |
| 14. | „Trooper” (utwór instrumentalny)                          |           | Azagthoth | 0:55    |
|     |                                                           |           |           | 51:34   |

## Twórcy
Opracowano na podstawie materiału źródłowego.

- Trey Azagthoth – gitara, instrumenty klawiszowe, śpiew, produkcja, aranżacje, mastering
- Pete Sandoval – perkusja
- Steve Tucker – gitara basowa, śpiew
- Nizin Lopez – okładka
- Dan Muro – oprawa graficzna, zdjęcia
- Jim Morris – inżynieria dźwięku
- Mark Prator – inżynieria dźwięku
- Tom Morris – inżynieria dźwięku, mastering, miksowanie
- Mitchell Howell – mastering